# Грамерсі (Луїзіана)
Грамерсі (англ. Gramercy) — місто (англ. town) в США, в окрузі Сент-Джеймс штату Луїзіана. Населення — 2932 особи (2020).

## Географія
Грамерсі розташоване за координатами 30°3′43″ пн. ш. 90°41′37″ зх. д. / 30.06194° пн. ш. 90.69361° зх. д. (30.061909, -90.693637).  За даними Бюро перепису населення США в 2010 році місто мало площу 5,34 км², з яких 5,26 км² — суходіл та 0,08 км² — водойми.

## Демографія
Згідно з переписом 2010 року, у місті мешкало 3613 осіб у 1301 домогосподарстві у складі 946 родин. Густота населення становила 677 осіб/км².  Було 1382 помешкання (259/км²).
Расовий склад населення:
| - 51,5 % — білих - 46,6 % — чорних або афроамериканців - 0,6 % — корінних американців - 0,4 % — азіатів |

До двох чи більше рас належало 0,7 %. Частка іспаномовних становила 1,0 % від усіх жителів.
За віковим діапазоном населення розподілялося таким чином: 26,5 % — особи молодші 18 років, 59,6 % — особи у віці 18—64 років, 13,9 % — особи у віці 65 років та старші. Медіана віку мешканця становила 36,9 року. На 100 осіб жіночої статі у місті припадало 88,7 чоловіків;  на 100 жінок у віці від 18 років та старших — 84,4 чоловіків також старших 18 років.
Середній дохід на одне домашнє господарство  становив 59 438 доларів США (медіана — 46 368), а середній дохід на одну сім'ю — 64 584 долари (медіана — 56 583). Медіана доходів становила 67 450 доларів для чоловіків та 41 797 доларів для жінок. За межею бідності перебувало 23,7 % осіб, у тому числі 42,9 % дітей у віці до 18 років та 22,4 % осіб у віці 65 років та старших.
Цивільне працевлаштоване населення становило 1439 осіб. Основні галузі зайнятості: виробництво — 21,8 %, науковці, спеціалісти, менеджери — 16,9 %, освіта, охорона здоров'я та соціальна допомога — 14,6 %.